# Tân Hóa (xã)
Tân Hóa là một xã thuộc huyện Minh Hóa, tỉnh Quảng Bình, Việt Nam.
Tân Hoá là làng du lịch thích ứng thời tiết đầu tiên tại Việt Nam, một điểm đến du lịch nổi tiếng đối với du khách trong và ngoài nước. Tân Hoá đã được Tổ chức Du lịch Thế giới (UNWTO) vinh danh là "Làng du lịch tốt nhất" (Best Tourist Villages - BTV) vào ngày 19 tháng 10 năm 2023. Đây là đại diện duy nhất của Việt Nam đạt được giải BTV trong năm 2023 sau khi vượt qua 260 đối thủ cạnh tranh trên toàn cầu. Thành công này đến từ mô hình du lịch độc đáo "Thích ứng với thời tiết", một điểm nhấn đặc biệt của xã Tân Hoá.
Xã Tân Hoá tự hào sở hữu Hệ thống hang động Tú Làn, với hơn 10 hang động kỳ vĩ. Khu vực này từng là địa điểm quay cảnh trong bộ phim bom tấn như "Kong: Skull Island" của Hollywood, "Người Bất Tử", "Truyền thuyết về Quán Tiên",...
Hãy truy cập website chính thức của xã Tân Hoá tại đây để biết thêm thông tin chi tiết và cập nhật về hoạt động tại Làng Tân Hoá.

## Địa lý
Xã Tân Hóa nằm ở phía đông huyện Minh Hóa, có vị trí địa lý:
- Phía đông giáp huyện Tuyên Hóa
- Phía tây giáp xã Minh Hóa
- Phía nam giáp các xã Thượng Hóa và Trung Hóa
- Phía bắc giáp xã Yên Hóa và huyện Tuyên Hóa.

Về giao thông, đường bộ của xã Tân Hoá chỉ có một con đường tiếp nối từ đường 12A về trung tâm xã đi qua các thôn.
Diện tích, dân số:
Diện tích xã Tân Hóa là 72.4 km². Kết quả dân số thống kê vào năm 2022 là 3,364 người với mật độ ước tính khoảng 47 người/km².

## Hành chính
Xã Tân Hóa được chia thành 6 thôn: 1 Yên Thọ, 2 Yên Thọ, 3 Yên Thọ, 4 Yên Thọ, 5 Yên Thọ, Cổ Liêm.

## Dân cư
Kết quả dân số thống kê vào năm 2022 là 3364 người với mật độ ước tính khoảng 47 người/km².
Cư dân định cư tại vùng đất Tân Hóa là những người Nguồn. Đây là một cộng đồng thuộc nhóm Việt - Mường gồm 35 ngàn nhân khẩu sinh sống ở Huyện Minh Hóa, Tỉnh Quảng Bình. Người Nguồn hiện chưa được công nhận là một dân tộc trong những dân tộc của Việt Nam.
Người Nguồn có ngôn ngữ riêng đặc trưng cùng các nét sinh hoạt văn hoá riêng biệt và các giá trị văn nghệ dân gian khá phong phú. Họ sống bằng nghề làm rẫy, đánh cá, săn bắt và lấy mật ong. Ngoài các nghề này, cho đến nay tại đây vẫn còn phổ biến các nghề hái lượm tự nhiên để có cái ăn hàng ngày như bắt ốc, hái quả cà Lào, hái rau rừng, đào khoai mài, v.v...
Người Nguồn đã gìn giữ và phát huy được tiếng mẹ đẻ của mình - tiếng Nguồn. Từ đó, họ đã sáng tạo ra một kho tàng văn học dân gian phong phú đặc sắc, gồm truyện và thơ ca dân gian phản ánh sâu sắc hiện thực lịch sử cuộc sống của người Nguồn từ thời xa xưa cho đến nay. Họ cũng sáng tạo ra những làn điệu dân ca đặc sắc gồm hò thuốc cá, đàn đúm, hát ru,... phản ánh cung cách sinh hoạt, khiếu thẩm mỹ và trình độ văn hoá của người Nguồn. Đặc biệt, điệu hò thuốc cá với cặp từ láy nhịp "hôi lên là hôi lên" là điệu hò được bắt nguồn từ nghề lao động thuốc cá tập thể bằng rễ cây tèng của người Nguồn từ xưa đến nay.

## Lịch sử hình thành làng Tân Hoá của người Nguồn
Tân Hoá là một xã miền núi vùng sâu của huyện Minh Hoá, cách trung tâm thị trấn Quy Đạt khoảng 8 km về phía Đông Nam, ở vào toạ độ 106°0'32" đến 106°6'55" vĩ độ bắc và 17°43'17" đến 17°49'15" kinh độ đông. Phía Bắc giáp xã Yên Hóa, phía Nam giáp xã Trung Hóa, phía Đông giáp xã Cao Quảng huyện Tuyên Hóa, phía Tây giáp xã Minh Hóa.
Tân Hoá có diện tích tự nhiên là 7.427,20 ha, diện tích nông nghiệp: 6.621,12 ha, đất phi nông nghiệp: 248,57 + 557,51 ha đất chưa sử dụng; dân số: 3075 người.
Tân Hoá ở giữa các dãy núi đá vôi, có nhiều hệ thống hang động được kiến tạo qua hàng triệu năm, ngày xưa rừng núi ngút ngàn với nhiều loại gỗ quý như: Dạ hương, huệ, lim, sến, gỗ mun, lát, kiền kiền và các loại tre nứa, song mây, các loại cây dược liệu quý như: Sa nhân, hà thủ ô, ngũ da bì, sâm trần, mật ong và các loại cây thuốc nam khác. Núi rừng Tân Hóa xưa kia là nơi trú ngụ của nhiều loại động vật hoang dã quý hiếm như: Voi, bò tót, hổ, báo, gấu, sơn dương, hươu, nai, lợn rừng, chồn, cáo, khỉ; Nhiều loại chim như: Công, khướu, gà rừng... Núi đá vôi ở Tân Hoá có nhiều hang động như: Hang con Chuột, hang Dơi, hang Tụng, hang Tú Làn... đây sẽ là nguồn lợi lớn về du lịch sinh thái và du lịch hang động.
Tân Hóa có dòng sông Nan bắt nguồn từ xã Thượng Hoá chảy dọc theo núi đá vôi từ đầu xã đến cuối xã đổ về sông Rào Nam của huyện Quảng Trạch ra cửa Sông Gianh. Do vị trí địa lý và cấu tạo đặc thù của địa hình, Tân Hóa nằm ở phía tây của dãy hoành sơn và sự án ngự bởi các dãy núi đá vôi nên mang đậm tính chất khí hậu cận nhiệt đới, thể hiện rõ bốn mùa xuân, hạ, thu, đông. Quanh năm khí hậu nóng, ẩm ướt, mưa nhiều và rét đậm. Mùa mưa thường đến sớm từ tháng 7 âm lịch, kết thúc vào tháng 11 âm lịch. Tuy mùa đông ở đây không thể hiện rõ nét như các vùng phía bắc nhưng có nhiều năm Tân Hóa cũng gánh chịu những trận rét đậm kéo dài, gây thiệt hại lớn cho đàn gia súc. Mùa khô thường diễn ra từ tháng 3 - 6 âm lịch, vào những tháng này nắng nóng gay gắt, số giờ nắng bình quân trong ngày 6,5 giờ, ngày nắng cao nhất đạt 9,9 giờ, mùa khô có gió tây nam thổi từ Lào sang và chịu ảnh hưởng bởi hiệu ứng phơn (còn gọi gió Lào hoặc gió phơn tây nam). Sự đa dạng về thời tiết đã tạo thuận lợi lớn để những người làm nông nghiệp phát triển các loại cây trồng, song bên cạnh đó hàng năm xã Tân Hóa thường xảy ra lũ lụt, thời gian từ tháng 6- 9 (âm lịch), có năm nhân dân Tân Hoá phải gánh chịu 3-4 trận lụt. Do có nhiều hang động nên khi lũ lụt nước thoát chậm gây không ít khó khăn trong sản xuất phát triển kinh tế và đời sống sinh hoạt của nhân dân.
Qua bao nhiêu thăng trầm của tiến trình lịch sử, vùng đất Tân Hoá gắn liền với lịch sử hình thành phát triển của huyện Minh Hóa - tỉnh Quảng Bình. Năm Tự Đức thứ 27 (1874) Tân Hóa thuộc Minh Hóa - tỉnh Quảng Bình. Qua sưu tầm tư liệu, tháng 12/1874, thành lập huyện Minh Hoá. Có hai nguồn Kim Linh và Cơ Sa, 7 sách.
Tổng Kim Linh có 5 làng, 3 sách.
5 làng gồm:
- Làng Cái: Làng Cổ Liêm có 12 xứ sở, có 2850 nhân khẩu.
- Làng Yên Thọ có làng cái, Hung Ken, Xóm Roọng: 1334 khẩu.
- Làng Kim Bảng có làng cái Linh Lính, Su Sa .v.v.. ( nay thuộc Minh Hoá).
- Làng Tân Lý có Phủ Nhiêu, Làng Cái .v.v.. (nay thuộc xã Minh Hoá).
- Làng Lạc Thiện: Có Lạc Thiện, Yên Hợp (nay thuộc xã Minh Hoá, Thượng Hoá).

3 sách gồm:
- Sách Lương Năng ( nay thuộc xã Hoá Sơn).
- Sách Cát Đặng (nay thuộc xã Hoá Sơn).
- Sách Yên Hợp (nay thuộc xã Thượng Hoá).

Năm 1876 huyện Tuyên Hoá được thành lập, tiếp đó Minh Hoá và Tuyên Hoá sáp nhập lại với nhau. Giai đoạn năm 1945 - 1964 Tân Hoá thuộc huyện Tuyên Hoá. Năm 1965 do yêu cầu lịch sử, huyện Tuyên Hoá được tách thành 2 huyện Minh Hoá và Tuyên Hoá, xã Tân Hoá thuộc huyện Minh Hoá.
Năm 1945-1946 có xã Cổ Liêm, Yên Thọ chưa có xã Minh Hoá. Tháng 6/1947 mới thành lập xã Minh Hoá cũ (Bao gồm Hoá Sơn, Thượng Hoá, Trung Hoá, Minh Hoá, Tân Hoá ngày nay) chính quyền xã Minh Hoá tồn tại đến tháng 3/1956.
Từ tháng 4/1956 chia xã Minh Hoá thành các xã (Hoá Sơn, Thượng Hoá, Trung Hoá) riêng Minh Hoá và Tân Hoá vẫn chung xã Minh Hoá. Đến năm 1957 sau giảm tô, cải cách ruộng đất xã Minh Hoá lại được tách ra 2 xã là Minh Hoá và Tân Hoá cho đến nay.
Trải qua hàng trăm năm lao động, sản xuất, xây dựng quê hương, đấu tranh chống thiên nhiên, chống ngoại xâm, cộng đồng các tộc người ở Tân Hoá sống dựa vào nhau "Chung lưng đấu cật" cùng nhau vượt qua mọi khó khăn gian khổ xây dựng cuộc sống trên quê hương. Qua nhiều thăng trầm biến thiên của lịch sử, cộng đồng các tộc người ở Tân Hoá vẫn giữ vững và phát huy bản sắc văn hoá dân tộc truyền thống, họ xem vùng đất nắng nóng, gió Lào, lũ lụt giữa các dãy núi đá vôi là nơi chôn nhau cắt rốn. Nhân dân dần dần có cuộc sống sung túc, mang đậm tính cộng đồng làng xã, một nét đặc trưng của nông thôn Việt Nam.
Tân Hoá nằm trong vùng giao thoa nền văn hoá Đông Sơn ở phía Bắc và văn hoá Sa huỳnh ở Phía Nam. Chính sự giao thoa này cùng với điều kiện sống giữa núi rừng bạt ngàn xa trung tâm kinh tế, văn hoá lớn, trải qua bao nhiêu năm tháng các thế hệ người dân Tân Hoá đã tạo dựng nên một nền văn hoá tinh thần mang bản sắc núi rừng quê hương mình, giản dị, chân chất, mộc mạc, với những điệu hát sắc bùa, hát nhà trò, hò thuốc cá, hò kéo đò, hò đối đáp giao duyên... nhưng không bị phôi phai và âm vang mãi trong lòng người dân Tân Hoá.
Người dân Tân Hoá sống theo cộng đồng làng xóm gồm làng Cổ Liêm (có thôn Cổ Liêm), làng Yên Thọ (hiện nay có 6 thôn từ thôn 1 đến thôn Rí Rị). Có hai đình làng, ở làng Cổ Liêm (có 1 Đình tiến, Đình hậu), Làng Yên Thọ (có 1 Đình tiền, Đình hậu). Đình để tổ chức hoạt động văn hoá, hội họp, bàn những việc quan trọng của làng. Nhân dân ở Trung Hoá, Thượng Hoá, Hoá Sơn, Minh Hoá thường tổ chức hát sắc bùa, hát nhà trò, đua thuyền... vào các dịp lễ, tết.
Về mặt văn hóa dân tộc: Xã Tân Hoá tập trung chủ yếu là người Nguồn là tên gọi cộng đồng dân tộc thuộc nhóm Việt - Mường gồm 35 ngàn nhân khẩu, sinh sống ở huyện Minh Hóa, tỉnh Quảng Bình, Việt Nam. Theo lời kể của những người lớn tuổi trong làng và gia phả của các dòng họ Cao, họ Trương và các dòng họ khác trong làng thì cho thấy tổ tiên của người Nguồn ở Tân Hoá đã đến khu vực này sinh sống từ khoảng 300 - 320 năm về trước.
Người Nguồn có ngôn ngữ riêng, đặc trưng cùng các nét sinh hoạt văn hoá riêng biệt và các giá trị văn nghệ dân gian.
Về nhà ở: trước đây người Nguồn làm nhà cột chôn, làm nhà rường cánh, xà luột, ai giàu có thì làm nhà chữ đinh lợp lá cọ. Ngày nay làm nhà tiền khách nền lát gạch hoa, sân phơi láng xi măng; cơ sở hạ tầng điện, đường, trường, đường làng ngõ xóm được xây dựng cơ bản bằng bê tông.
Về trang phục: trước cách mạng tháng 8/1945 người dân Tân Hoá trồng bông kéo sợi, dệt vải, cắt may. Đàn ông mặc ba ba, phụ nữ số trung tuổi trở lên mặc áo thường, cổ tròn, mặc váy. Sau khi cắt may xong (may tay) dùng lá bốm giã ra nhuộm màu khi đó mới mặc. Ngày nay người dân Tân Hoá mặc đủ các loại trang phục của thời kỳ hiện đại.
Về văn hoá tinh thần: Nhân dân Tân Hoá không theo tôn giáo nào cả chỉ có phong tục thờ gia tiên, thần và thờ những người có công với nước. Sau cách mạng tháng 8/1945, hàng năm nhân dân Tân Hoá cùng nhân dân cả nước có thêm ngày hội lớn, đó là ngày lễ Quốc khánh mùng 2 tháng 9, nhân dân ở đây thường gọi là "Tết độc lập". Ngoài việc tổ chức thăm hỏi, ôn lại truyền thống đất nước, truyền thống quê hương, nhân dân còn tổ chức các hoạt động văn hoá, văn nghệ, đua thuyền truyền thống. Và đặc biệt hằng năm tham gia hội rằm tháng 3 của huyện.
Về ẩm thực: Người Nguồn thường ăn cơm Pồi, thâu lang (rau khoai), ốc tực (ốc), cà lào... Cơm Pồi là món ăn dân dã hàng ngày của người Nguồn. Nguyên liệu chủ yếu ngày xưa là sậu (ngô) hoặc là "thoóc" (lúa), sắn; ngày nay có thêm đậu (đỗ). Dụng cụ làm cơm Pồi gồm có cối, chày, sàng và nồi hấp. Để nấu cơm Pồi, đầu tiên cần ngâm ngô vào nước sôi trong vài ba tiếng đồng hồ rồi vớt ra để ráo nước, bỏ vào cối giã, dần lấy bột. Sau đó sẽ thấm nước lã, nhồi kỹ, đánh tơi ra và bỏ vào "nghè hôông" (một dạng chõ) cùng với nước gọi là "nồi nân". Công đoạn tiếp theo là lấy mo chuối vấn quanh miệng, bỏ chõ đồ có bột ngô lên, bắc lên bếp đun lửa đồ chín (hấp) thành "cơm Pồi".

## Du lịch
Làng du lịch thích ứng thời tiết Tân Hoá - "Làng du lịch tốt nhất" được UNWTO vinh danh
Khu vực huyện Minh Hóa, tỉnh Quảng Bình, thường phải đối mặt với lũ lụt từ tháng 9 đến tháng 11 hàng năm. Xã Tân Hoá, nằm ở miền núi với dãy núi đá vôi và vùng thấp gần sông Rào Nan, thường bị ngập lụt do nước lũ từ các khu vực khác đổ về. Trước đây, cuộc sống của người dân ở đây gặp nhiều khó khăn khi thiên tai xảy ra, họ phụ thuộc vào sự ủng hộ từ cộng đồng khắp nơi.
Tuy nhiên, từ khi Công ty Oxalis đưa hệ thống hang động Tú Làn vào khai thác du lịch từ năm 2011, đã tạo ra hơn 100 việc làm cho người dân địa phương với thu nhập trên 6 triệu đồng mỗi tháng, hỗ trợ người dân địa phương tham gia du lịch cùng Công ty Oxalis thông qua hoạt động ăn uống tại nhà dân và dịch vụ khác. Sau hơn 10 năm hoạt động khai thác du lịch tại xã Tân Hoá, Công ty Oxalis đã đưa du lịch Tú Làn Tân Hóa nổi tiếng trên bản đồ du lịch thế giới và thu hút hàng nghìn du khách trong nước và quốc tế đến đây mỗi năm. Tân Hoá từng bước phát triển thêm các sản phẩm du lịch khác như khu nghỉ dưỡng thích ứng thời tiết Tú Làn Lodge và Tour lái xe moto địa hình ATV khám phá rừng Lim và các sản phẩm khác nhằm từng bước đa dạng hoá các dịch vụ dành cho khách du lịch.
Tân Hoá đang được định hướng phát triển theo mô hình làng du lịch thích ứng với thời tiết, cung cấp các trải nghiệm đa dạng cho du lịch từ homestay, trải nghiệm công việc làm nông, ăn uống tại nhà dân, quầy hàng lưu niệm và trong các dịch vụ đa dạng khác dành cho khách du lịch. Với định hướng độc đáo, sáng tạo trong việc phát triển mô hình du lịch thích ứng thời tiết, Tân Hóa đã được UNWTO - Tổ chức du lịch thế giới công nhận là một trong những Làng du lịch tốt nhất. Giải thưởng này là một sự công nhận xứng đáng cho nỗ lực của cả chính quyền địa phương và doanh nghiệp trong việc phát triển du lịch cộng đồng bền vững.
Các hoạt động & trải nghiệm du lịch nổi bật
1. Lưu trú

TÚ LÀN LODGE: Tú Làn Lodge nằm dọc triền núi thuộc xã Tân Hóa, huyện Minh Hóa, tỉnh Quảng Bình, Việt Nam. Đây là một khu lưu trú thích ứng thời tiết độc đáo, có quy mô 3 loại phòng khác nhau với thiết kế đa dạng, kết hợp giữa sang trọng, hiện đại, và hài hòa với thiên nhiên. Toàn bộ khuôn viên được bao bọc bởi những cảnh quan của cánh đồng cỏ bao la, xung quanh là những dãy núi đá vôi trập trùng.
Tú Làn Lodge có 3 loại phòng khác nhau, bao gồm:
- Phòng Mountain Bungalow: Đây là dãy các phòng nghỉ nằm trong khuôn viên của Tú Làn Lodge, được thiết kế theo mô hình nhà lắp ghép và xây dựng trên triền núi cao để tránh lũ. Các phòng nghỉ này được trang trí bằng cây trúc bên ngoài, tạo nên một kiến trúc hài hoà với không gian đồng quê Quảng Bình. Mỗi phòng đều được trang bị tiện nghi hiện đại và có không gian ban công riêng tư nhìn ra cánh đồng lớn.
- Phòng Rural Homestay: River Bungalow là dãy phòng nghỉ thích ứng thời tiết cũng nằm trong khuôn viên Tú Làn Lodge. Phòng được xây dựng theo mô hình nhà phao chống lũ của người dân Tân Hoá, sẽ là trải nghiệm thú vị chỉ có tại đây dành cho du khách. Mỗi căn phòng được thiết kế rộng rãi và tiện nghi, cùng với ban công thoáng đãng hướng ra cánh đồng và dòng sông Rào Nan. Đây là nơi du khách có thể tận hưởng vẻ đẹp tự nhiên tuyệt vời của khu vực ngay từ chính căn phòng của mình.
- Rural Homestay thích ứng thời tiết: Trải nghiệm lưu trú gần gũi nhất với cuộc sống người dân. Homestay này được người dân xây dựng từ chính những ngôi nhà nổi chống lũ của họ, căn nhà có thể nổi lên theo nước khi lũ lụt đến, mang lại trải nghiệm khác biệt cho du khách. Mỗi căn homestay đều nằm trong khuôn viên nhà dân, được trang bị tiện nghi hiện đại, và đem đến không gian riêng tư cho du khách khi trải nghiệm. 2. Khám phá hệ thống hang động Tú Làn: Du lịch Tân Hoá không thể không nhắc đến các tour thám hiểm Hệ Thống Hang Động Tú Làn. Với hệ thống hang động đặc sắc bao gồm cả hang khô và hang nước, Tú Làn là điểm xuất phát cho những chuyến du lịch mạo hiểm kéo dài từ 1 đến 6 ngày. Đây là nơi các du khách có cơ hội tham gia vào những hoạt động độc đáo như bơi khám phá sông ngầm kỳ bí bên trong hang động, ngắm nhìn hệ thống thạch nhũ với vô vàn màu sắc và hình dáng đa dạng, một trải nghiệm không thể tìm thấy ở bất cứ nơi nào khác trên thế giới. Nơi đây cũng mang đến trải nghiệm cắm trại giữa rừng nguyên sinh, ngay bên cạnh những dòng suối, hồ nước trong xanh và tiếng róc rách của thác nước, tạo nên những trải nghiệm thu hút hàng chục ngàn du khách đến Tân Hóa mỗi năm. 3. Hoạt động ăn tối tại nhà dân với các món đặc sản Tân Hoá: Đến Tân Hoá, khách du lịch có thể tham gia dịch vụ ăn tối nhà dân địa phương để khám phá hương vị ẩm thực tinh túy và tìm hiểu thêm những điều thú vị trong văn hoá bản địa, kiến trúc truyền thống của ngôi nhà và cả văn hóa gia đình, cộng đồng của người Nguồn nơi đây. Người Nguồn Tân Hoá thường ăn cơm Pồi, thâu lang (rau khoai), ốc tực (ốc), cà lào, chuối rừng... Cơm Pồi là món ăn dân dã hàng ngày của người Nguồn. 4. Trải nghiệm lái xe địa hình ATV - khám phá rừng Lim và nhà của Kong: Đây là một trải nghiệm đầy kích thích và mạo hiểm mà du khách không nên bỏ lỡ khi đến Tân Hoá. Chuyến đi bao gồm những hoạt động mạo hiểm và thú vị, đồng thời được trải nghiệm vẻ đẹp của thiên nhiên. Với lộ trình kéo dài 2 giờ, du khách sẽ được chạy xe xuyên qua những con đường dưới những tán cây rừng, vượt qua những đồi núi, những con suối và hầm tối. 5. Đạp xe ngắm cảnh trong làng: Lưu trú Tú Làn Lodge, du khách có thể đạp xe thư giãn qua các con đường của làng, chiêm ngưỡng vẻ đẹp tự nhiên và văn hóa độc đáo của Tân Hoá.